# Joseph Strutt (graveur)
Ne doit pas être confondu avec Joseph Strutt.
Joseph Strutt, né le 27 octobre 1749 à Chelmsford et mort le 16 octobre 1802 à Londres, est un artiste peintre, graveur, antiquaire et homme de lettres britannique.

## Biographie
Originaire d'une famille de l'Essex propriétaire de moulins, Joseph est le fils d'Elizabeth Young et de Thomas Strutt, meunier assez fortuné, qui décède vers 1751. Âgé de 14 ans, Joseph entre en apprentissage chez le graveur William Wynne Ryland.
En 1770, Joseph Strutt entre comme étudiant à la Royal Academy, fondée deux ans plus tôt, à Londres. Strutt se voit récompensé de l'une des premières médailles d'or au concours. Lecteur au British Museum, il rassemble de nombreuses notes historiographiques qui l'amènent à publier un premier essai en 1773, intitulé The Regal and Ecclesiastical Antiquities of England, dont il grave lui-même les illustrations d'après d'anciens documents issus de manuscrits.
Strutt occupe dès lors une grande partie de son temps à composer des ouvrages rassemblant ses recherches qui portent toutes sur les mœurs anglaises d'autrefois. Entre 1774 et 1776, il publie les trois tomes du Manners, Customs, Arms, Habits etc. of the People of England. En 1778, il achève les deux volumes de Chronicle of England, dont une édition française est publiée en 1789. Vivant entre Londres et Chelmsford, il passe pas mal de temps à acquérir des objets antiques.
Strutt épouse le 16 août 1774 Anne Blower, laquelle meurt en septembre 1778. Profondément affecté par ce décès, Strutt se consacre à la peinture, et expose neuf tableaux de sa composition, assez classiques, à la Royal Academy. De cette époque date sans doute ses meilleurs gravures suivant la technique du pointillé.
En 1785-1786, sont publiés les deux volumes de son monumental Biographical Dictionary of Engravers.
Sa santé déclinant à partir de 1790, Strutt, par ailleurs endetté, se retire à la campagne du côté de Bramfield, dans le Hertfordshire. Il enseigne l'art de la gravure durant des cours du soir. Il poursuit également ses travaux d'écriture, dont des projets romanesques. En 1795, il retourne à Londres et parvient enfin à publier Dresses and Habits of the English People (deux volumes, 1796-1797), suivi par The Sports and Pastimes of the People of England: From the Earliest Period, Including the Rural and Domestic Recreations, May Games, Mummeries, Pageants, Processions and Pompous Spectacles (1801).
Strutt meurt en 1802 dans sa maison londonienne située Charles Street, quartier de Hatton Garden.

## Postérité
Strutt laissa quelques manuscrits inédits, des œuvres inachevées. Parmi celles-ci, mentionnons un volume complémentaire au Dresses and Habits of the English People portant sur le XVe siècle. Publié par l'éditeur John Murray I en 1808, il fut complété par Walter Scott, qui ajouta un chapitre final. La même année, deux recueils de ses poésies sont rassemblés en un volume, The Test of Guilt et The Bumpkin's Disaster.
Son portrait a été exécuté au crayon par Ozias Humphrey (collection de la National Portrait Gallery (Londres)).
Selon Roy Strong (1978), sa place dans l'histoire de l'art doit être considérablement réévaluée ; Strutt fut entre autres le premier à s'intéresser de façon approfondie aux usages et aux costumes du passé.